# Acanthogorgia flabellum
Acanthogorgia flabellum is een zachte koraalsoort uit de familie Acanthogorgiidae. De koraalsoort komt uit het geslacht Acanthogorgia. Acanthogorgia flabellum werd in 1905 voor het eerst wetenschappelijk beschreven door Hickson. 